# Clovia stevensi
Clovia stevensi is een halfvleugelig insect uit de familie Aphrophoridae. De wetenschappelijke naam van deze soort is voor het eerst geldig gepubliceerd in 1927 door Lallemand.